# Västra Kaukasus
Västra Kaukasus är en västligaste del av Stora Kaukasus och sträcker sig från Svarta havet till Elbrus. I området ligger ett världsarv med samma namn beläget 50 km norr om staden Sotji, bestående av den allra västligaste delen av Kaukasus. Västra Kaukasus är det enda stora bergsområdet i Europa som inte har haft en betydande mänsklig påverkan. Dess habitat är exceptionellt varierad för ett sådant litet område, med allt från lågland till glaciärer

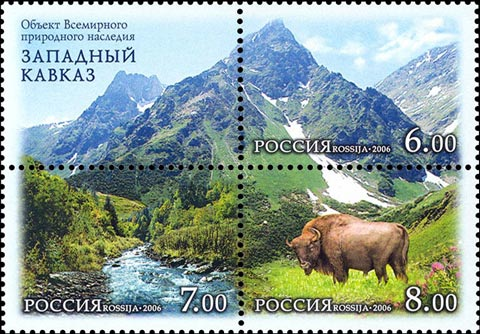
Världsarvet Västra Kaukasus på ryska frimärken från 2006.

I området finns Kaukasiens statliga biosfärområde (ryska: Кавказский государственный природный биосферный заповедник), ett naturreservat (IUCN-kategori: Ia) instiftat av sovjetiska styret i Krasnodar kraj, Adygeiska republiken och Karatjaj-Tjerkessien 1924 för att skydda de upp till 85 m höga nordmannsgranarna (Abies nordmanniana), som tros vara de högsta träden i Europa, och en unik skog som utgörs av idegran (Taxus baccata) och buxbom (Buxus sempervirens) inne i staden Sotji. Omkring en tredjedel av dess högbergsarter är klassade som endemiska. Området har också Sotji nationalpark (IUCN-kategori: II). 

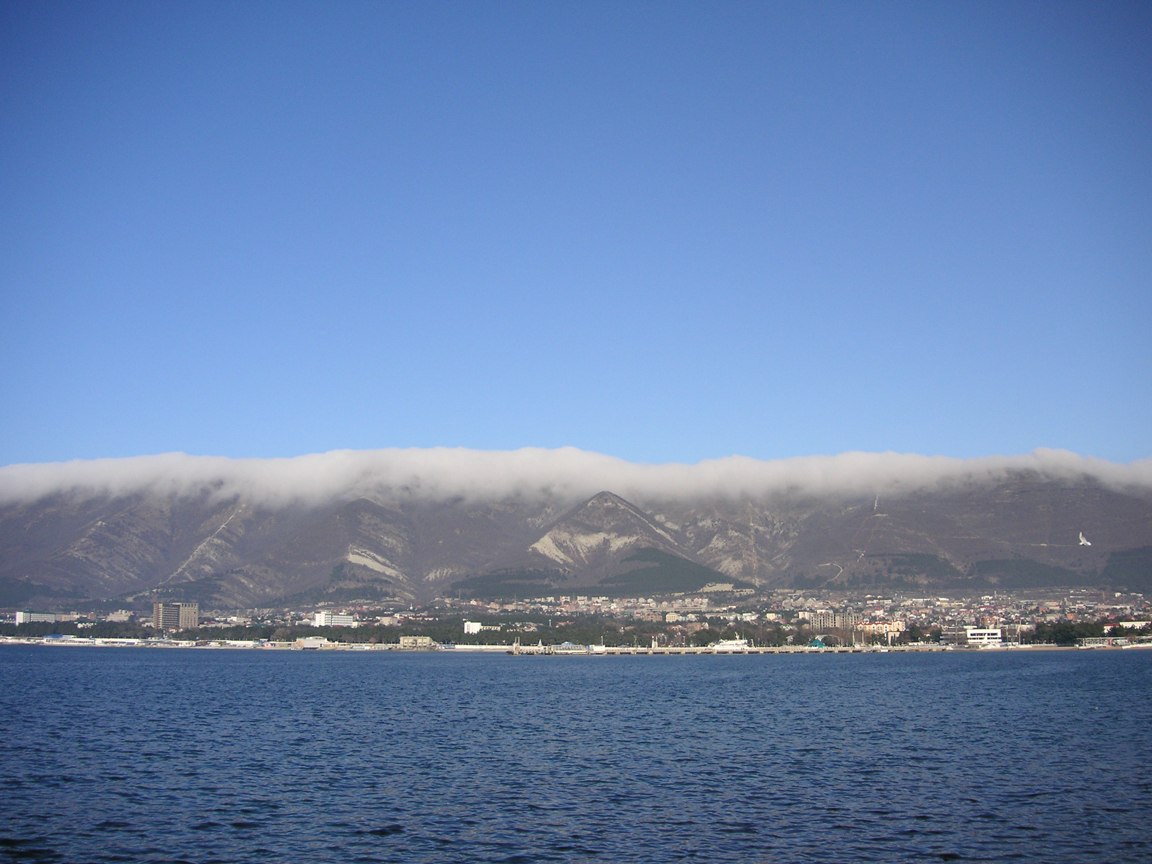
Markotchbergen, en av de västligaste utsprången av Stora Kaukasus.

I Västra Kaukasus har man återintroducerat den kaukasiska visenten.